# Parasicyoptera guichardi
Parasicyoptera guichardi is een insect uit de familie van de Nemopteridae, die tot de orde netvleugeligen (Neuroptera) behoort. 
Parasicyoptera guichardi is voor het eerst wetenschappelijk beschreven door Tjeder in 1974.